# Shantinath

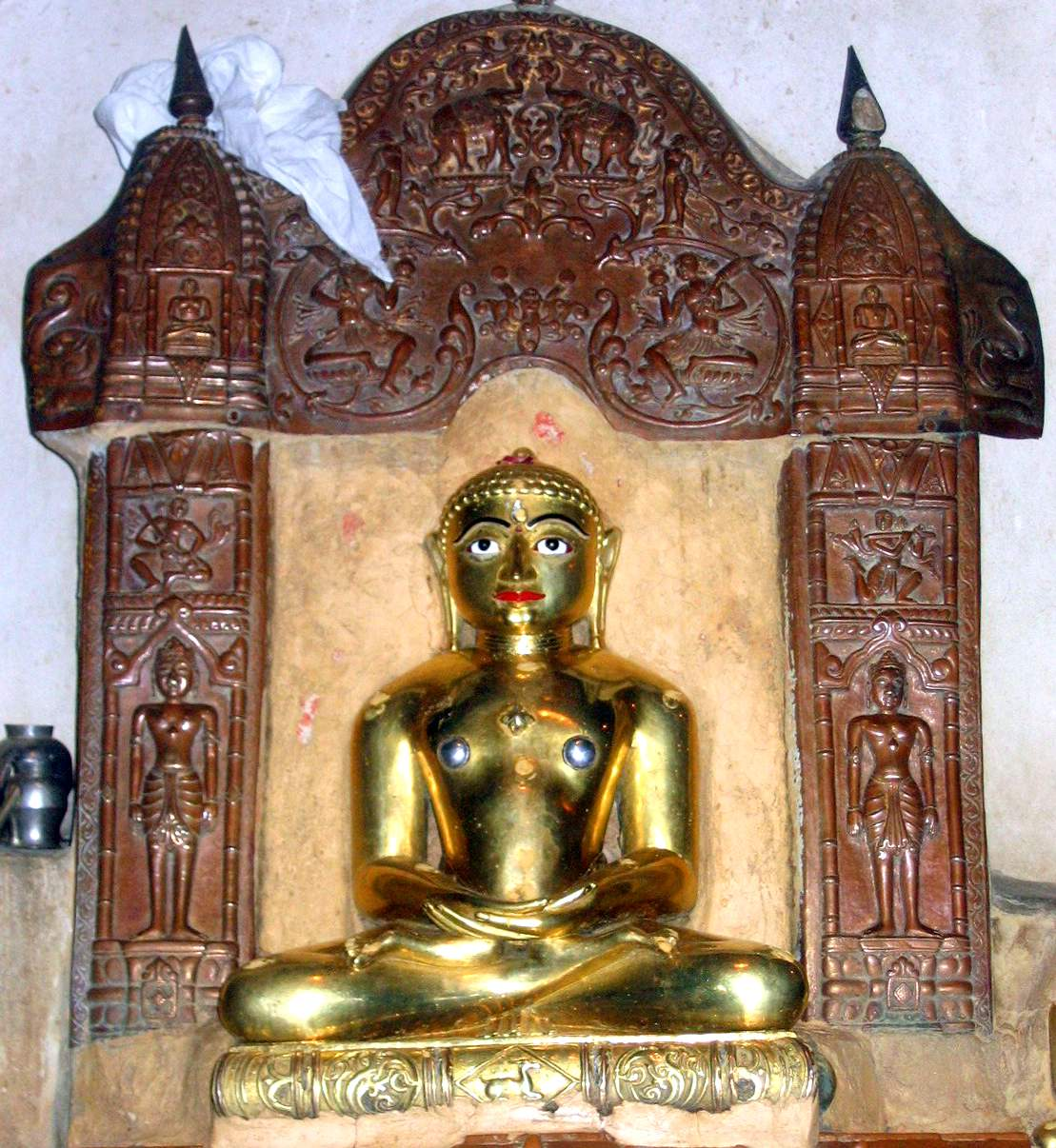
Le Tirthankara Shantinath.

Shantinath appelé aussi Shanti est le seizième Tirthankara, le seizième Maître éveillé du jaïnisme de notre époque. Il est né à Hastinapur dans l'Uttar Pradesh actuel en Inde d'une lignée royale. Il régna donc avant de devenir ascète puis d'atteindre le nirvana au Mont Sammeda dans l'état du Jharkhand. Son nom vient du mot paix: shanti en sanskrit car l'histoire raconte qu'à sa naissance une grande paix envahit la terre entière et même les enfers. Son symbole est le cerf.